# Sarah Bindrich
Sarah Bindrich (* 28. Mai 1997 in Mellrichstadt) ist eine deutsche Sportschützin im Wurfscheibenschießen in der Disziplin Trap.

## Leben und Karriere
Sarah Bindrich ist die Tochter von Karsten Bindrich, der sie auch trainiert. Die Eußenhausenerin nahm erstmalig 2014 an den Deutschen Meisterschaften teil und wurde auf Anhieb in ihrer Altersklasse Vierte. Ein Jahr später folgte der Einzug in den Juniorenkader und ihr erster internationaler Einsatz bei den Europameisterschaften in Maribor, wo sie Elfte wurde und mit der Mannschaft knapp die Medaillenränge verfehlte. Beim Junioren-Weltcup in Suhl gewann sie mit der Mannschaft, zu der auch Kathrin Murche und Bettina Valdorf gehörte, die Bronzemedaille. 2016 gewann sie bei der EM in Lonato Silber im Trap und Bronze im Trap Mannschafts-Schießen. 
2017 wechselte Bindrich vom Juniorenbereich in den Erwachsenkader und nahm an den Weltmeisterschaften (WM) in Moskau teil und beendete diese mit einem ernüchternden Platz 57. Ein Jahr später wurde sie gemeinsam mit Katrin Quooß und Sonja Scheibl Vizeeuropameisterin in Leobersdorf. Bei der WM in Changwon verlief es ähnlich wie im Vorjahr. 2019 ging es zur EM nach Lonato, wo sie Achtzehnte wurde und mit der Mannschaft das Finale mit dem sechsten Platz abschloss. Bei der WM, die ebenfalls in Lonato stattfand, erreichte sie den neunzehnten Platz. Nach der Corona-Zwangspause verpasste sie 2022 bei der Europameisterschaft in Larnaka knapp eine Medaille in der Mannschaftswertung. 
Bindrich wurde 2016 Deutsche Meisterin und 2019 Vizemeisterin und erhielt 2015 Bronze.